# Mostro Powered by Maserati
Il Mostro Powered by Maserati, conosciuto anche come Maserati Zagato Mostro, è un'autovettura sportiva prodotta in edizione limitata dalla carrozzeria italiana Zagato nel 2015.

## Presentazione
Presentato nel 2015 al Concorso d'Eleganza Villa d'Este, il Mostro è stato concepito per celebrare il centenario della Maserati e trattasi di un omaggio alla Maserati 450S Coupé Zagato, disegnata da Frank Costin e realizzata da Zagato nel 1957, commissionata da Stirling Moss appositamente per partecipare alla 24 Ore di Le Mans 1957. Tale versione speciale era soprannominata "Monster"; proprio da ciò deriva il nome "Mostro".

## Tecnica
Il Mostro è costruito sul telaio monoscocca in fibra di carbonio della Gillet Vertigo in aggiunta a una struttura tubolate in acciaio, a esso agganciato, all'intero quel quale sono collocati il differenziale, la trasmissione, l'impianto di scarico e il serbatoio per il carburante.

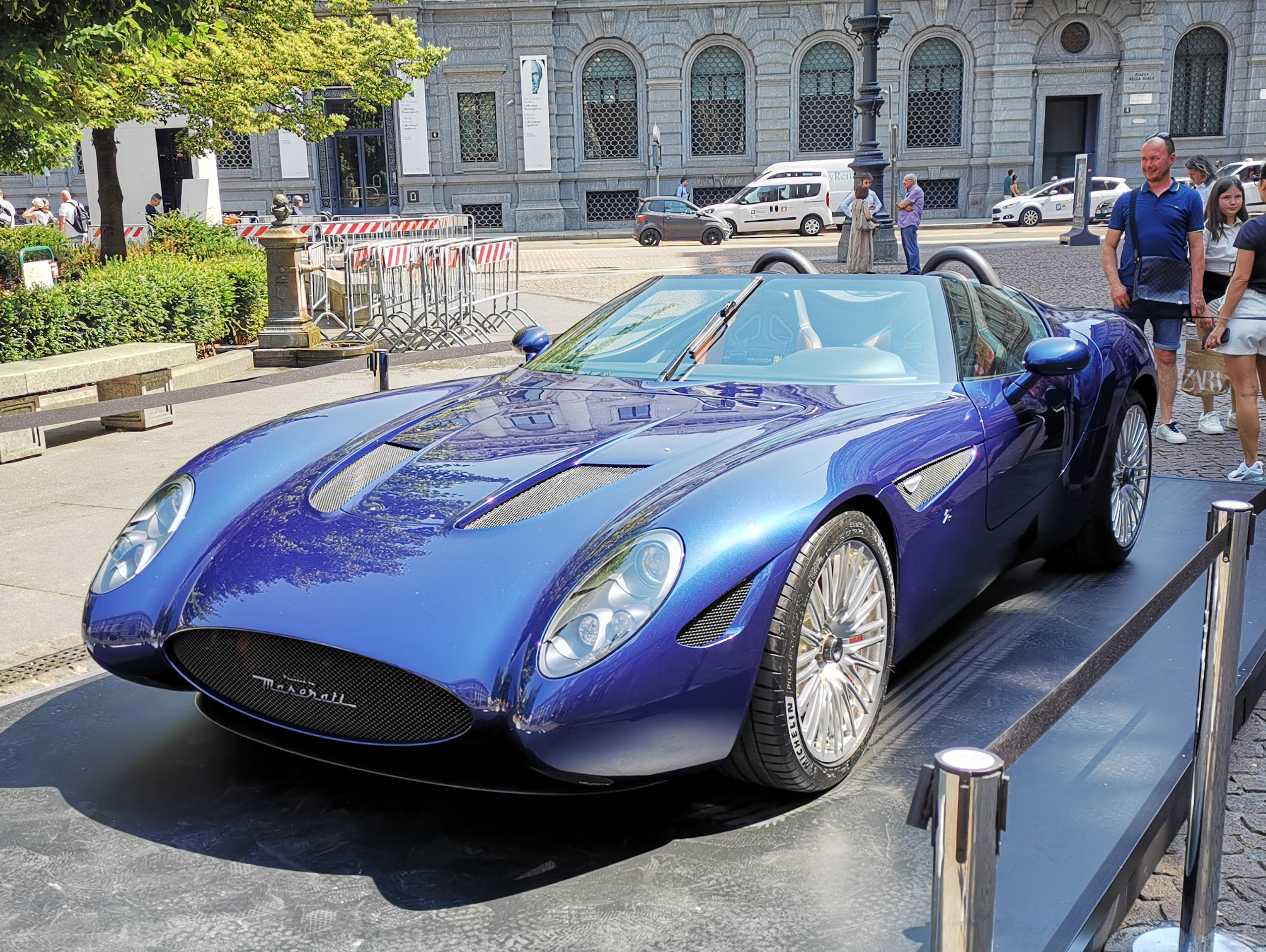
Il Mostro Barchetta in esposizione al MIMO 2022

Il motore, un V8 aspirato da 4,2 litri di cilindrata e 420 CV di potenza — montato anteriormente in posizione centrale —, è di derivazione Maserati GranTurismo e, seguendo lo schema transaxle, il cambio, un semiautomatico a 6 rapporti, e il differenziale sono montati posteriormente; da ciò deriva l'utilizzo della trazione posteriore. La vettura monta delle sospensioni push rod a doppi bracci oscillanti e dei cerchi monodado in lega da 19″ forniti dalla AP Racing con gomme con specifiche 255/40 R19 per le anteriori e 295/35 R19 per le posteriori.
Fatta eccezione per la centralina personalizzabile, il Mostro non presenta dotazioni elettroniche. L'auto è difatti sprovvista di sistemi come il controllo elettronico della stabilità, il sistema anti bloccaggio e il controllo di trazione, rendendosi non omologabile all'uso stradale.
La carrozzeria è in fibra di carbonio e complessivamente la massa si aggira attorno ai 1 000 kg.
La vettura è stata realizzata anche in versione roadster, chiamata Mostro Barchetta Zagato, anch'essa in 5 esemplari.